# Liste der Deutschen Meister im 10-km-Straßenlauf
Der 10-km-Straßenlauf ist eine Disziplin der Leichtathletik, die bei Olympischen Spielen nicht ausgetragen wird.

## Deutsche Meisterschaften
Offizielle Deutsche Meisterschaften im 10-km-Straßenlauf werden erst seit 2001 ausgetragen. Bei den Meisterschaften 2008 in Karlsruhe stellte Irina Mikitenko mit 30:57 min den aktuellen deutschen Rekord auf und erzielte die schnellste Zeit einer deutschen Frau überhaupt auf dieser Distanz, auch im Vergleich zu den auf der Bahn erzielten Zeiten im 10.000-Meter-Lauf. In dieser Disziplin gibt es zusätzlich auch eine Mannschaftswertung. Die Reihenfolge ergibt sich aus der Addition der Zeiten der jeweils besten drei Läuferinnen bzw. Läufer jedes Vereins.

## Deutsche Meisterschaftsrekorde
| Einzelwertungen      | Männer | 27:32 min | Carsten Eich (LG Braunschweig)                                            | Troisdorf | 14. September 2003 |
| Einzelwertungen      | Frauen | 30:57 min | Irina Mikitenko (TV Wattenscheid 01)                                      | Karlsruhe | 13. September 2008 |
| Mannschaftswertungen | Männer | 1:27:21 h | TV Wattenscheid 01 (Carsten Schütz, Sebastian Bürklein, Alexander Lubina) | Troisdorf | 23. September 2001 |
| Mannschaftswertungen | Frauen | 1:39:28 ħ | SCC Berlin (Alina Reh, Blanka Dörfel, Agnes Thurid Gers)                  | Uelzen    | 31. Oktober 2021   |

## Gesamtdeutsche Meister seit 1991 (DLV)
| Datum         | Ort            | Männer                                        | Männer                               | Frauen                                                         | Frauen                               |
| Datum         | Ort            | Athlet                                        | Zeit [min]                           | Athletin                                                       | Zeit [min]                           |
| ------------- | -------------- | --------------------------------------------- | ------------------------------------ | -------------------------------------------------------------- | ------------------------------------ |
| 3. März 2024  | Leverkusen     | Richard Ringer (LC Rehlingen)                 | 28:33                                | Katharina Steinruck (Eintracht Frankfurt)                      | 32:06                                |
| 10. Sep. 2023 | Bad Liebenzell | Richard Ringer (LC Rehlingen)                 | 29:23                                | Domenika Mayer (LG Telis Finanz Regensburg)                    | 32:22                                |
| 18. Sep. 2022 | Saarbrücken    | Tom Förster (LG Vogtland)                     | 28:52                                | Eva Dieterich (Laufteam Kassel) / Sara Benfares (LC Rehlingen) | 32:29                                |
| 31. Okt. 2021 | Uelzen         | Nils Voigt (TV Wattenscheid 01)               | 28:45                                | Hanna Klein (LAV Stadtwerke Tübingen)                          | 31:39                                |
| 20. Sep. 2020 | Uelzen         | wegen der COVID-19-Pandemie abgesagt          | wegen der COVID-19-Pandemie abgesagt | wegen der COVID-19-Pandemie abgesagt                           | wegen der COVID-19-Pandemie abgesagt |
| 15. Sep. 2019 | Siegburg       | Amanal Petros (TV Wattenscheid 01)            | 28:54                                | Miriam Dattke (LG Telis Finanz Regensburg)                     | 32:43                                |
| 2. Sep. 2018  | Bremen         | Jannik Arbogast (LG Region Karlsruhe)         | 29:24                                | Alina Reh (SSV Ulm 1846)                                       | 32:23                                |
| 3. Sep. 2017  | Bad Liebenzell | Amanal Petros (SV Brackwede)                  | 29:02                                | Sabrina Mockenhaupt (LT Haspa Marathon Hamburg)                | 33:38                                |
| 11. Sep. 2016 | Hamburg        | Florian Orth (LG Telis Finanz Regensburg)     | 28:59                                | Melat Yisak Kejeta (PSV Grün-Weiß Kassel)                      | 33:19                                |
| 6. Sep. 2015  | Bad Liebenzell | Arne Gabius (LT Haspa Marathon Hamburg)       | 28:44                                | Fate Tola (LG Braunschweig)                                    | 31:56                                |
| 7. Sep. 2014  | Düsseldorf     | André Pollmächer (Rhein-Marathon Düsseldorf)  | 29:23                                | Sabrina Mockenhaupt (LG Sieg)                                  | 34:12                                |
| 21. Sep. 2013 | Bobingen       | Rico Schwarz (ASV Erfurt)                     | 29:40                                | Sabrina Mockenhaupt (LG Sieg)                                  | 32:34                                |
| 16. Sep. 2012 | Nagold         | Philipp Pflieger (LG Telis Finanz Regensburg) | 29:32                                | Sabrina Mockenhaupt (LG Sieg)                                  | 32:56                                |
| 10. Sep. 2011 | Oelde          | Christian Glatting (TV Wattenscheid 01)       | 29:28                                | Sabrina Mockenhaupt (LG Sieg)                                  | 32:14                                |
| 11. Sep. 2010 | Ohrdruf        | Jan Fitschen (TV Wattenscheid 01)             | 29:52                                | Simret Restle (PSV Grün-Weiß Kassel)                           | 34:33                                |
| 12. Sep. 2009 | Otterndorf     | Arne Gabius (LAV asics Tübingen)              | 29:17                                | Susanne Hahn (SV Saar 05 Saarbrücken)                          | 33:44                                |
| 13. Sep. 2008 | Karlsruhe      | Falk Cierpinski (SG Spergau)                  | 29:14                                | Irina Mikitenko (TV Wattenscheid 01)                           | 30:57                                |
| 15. Sep. 2007 | Mannheim       | Alexander Lubina (TV Wattenscheid 01)         | 29:24                                | Irina Mikitenko (TV Wattenscheid 01)                           | 32:34                                |
| 10. Sep. 2006 | Regensburg     | Carsten Eich (rhein-marathon Düsseldorf)      | 29:18                                | Irina Mikitenko (TV Wattenscheid 01)                           | 32:30                                |
| 11. Sep. 2005 | Otterndorf     | Jan Fitschen (TV Wattenscheid 01)             | 29:18                                | Luminita Zaituc (LG Braunschweig)                              | 31:45                                |
| 19. Sep. 2004 | Bad Liebenzell | Carsten Eich (LG Braunschweig)                | 28:55                                | Luminita Zaituc (LG Braunschweig)                              | 32:41                                |
| 14. Sep. 2003 | Troisdorf      | Carsten Eich (LG Braunschweig)                | 28:34                                | Luminita Zaituc (LG Braunschweig)                              | 33:23                                |
| 7. Sep. 2002  | Salzgitter     | Carsten Schütz (TV Wattenscheid 01)           | 29:26                                | Luminita Zaituc (LG Braunschweig)                              | 33:05                                |
| 23. Sep. 2001 | Troisdorf      | Terefe Desaleng (LG Eintracht Frankfurt)      | 29:00                                | Luminita Zaituc (LG Braunschweig)                              | 32:40                                |

## Mannschaftswertung: Gesamtdeutsche Meister seit 1991 (DLV)
| Datum         | Ort            | Männer                                                                            | Männer                                  | Frauen                                                                           | Frauen                                  |
| Datum         | Ort            | Athlet                                                                            | Zeit [h]                                | Athletin                                                                         | Zeit [h]                                |
| ------------- | -------------- | --------------------------------------------------------------------------------- | --------------------------------------- | -------------------------------------------------------------------------------- | --------------------------------------- |
| 3. März 2024  | Leverkusen     | LG Braunschweig (Tom Förster, Sebastian Hendel, Joseph Katib)                     | 1:29:36                                 | LAV Stadtwerke Tübingen (Eva Dieterich, Lisa Merkel, \|Hanna Gröber)             | 1:39:39                                 |
| 10. Sep. 2023 | Bad Liebenzell | TSV Bayer 04 Leverkusen (Jonathan Dahlke, Till Grommisch, Jonas Humke)            | 1:30:21                                 | LG Telis Finanz Regensburg (Domenika Mayer, Miriam Dattke, Svenja Ojstersek)     | 1:39:33                                 |
| 18. Sep. 2022 | Saarbrücken    | TSV Bayer 04 Leverkusen (Jonathan Dahlke, Alexander Schröder, Till Grommisch)     | 1:28:35                                 | LC Rehlingen (Sara Benfares, Selma Benfares, Sofia Benfares)                     | 1:42:00                                 |
| 31. Okt. 2021 | Uelzen         | LG Telis Finanz Regensburg (Simon Boch, Florian Orth, Dominik Notz)               | 1:28:35                                 | SCC Berlin (Alina Reh, Blanka Dörfel, Agnes Thurid Gers)                         | 1:39:28                                 |
| 20. Sep. 2020 | Uelzen         | wegen der COVID-19-Pandemie abgesagt                                              | wegen der COVID-19-Pandemie abgesagt    | wegen der COVID-19-Pandemie abgesagt                                             | wegen der COVID-19-Pandemie abgesagt    |
| 15. Sep. 2019 | Siegburg       | LG Telis Finanz Regensburg (Simon Boch, Dominik Notz, Konstantin Wedel)           | 1:27:30                                 | LG Nord Berlin (Deborah Schöneborn, Luisa Boschan, Carmen Schultze-Berndt)       | 1:44:50                                 |
| 2. Sep. 2018  | Bremen         | LG Telis Finanz Regensburg (Florian Orth, Simon Boch, Tim Ramdane Cherif)         | 1:29:20                                 | LG Nord Berlin (Deborah Schöneborn, Luisa Boschan, Rabea Schöneborn)             | 1:44:39                                 |
| 3. Sep. 2017  | Bad Liebenzell | LG Telis Finanz Regensburg (Simon Boch, Philipp Pflieger, Florian Orth)           | 1:27:28                                 | LG Telis Finanz Regensburg (Corinna Harrer, Franziska Reng, Thea Heim)           | 1:42:00                                 |
| 11. Sep. 2016 | Hamburg        | LG Telis Finanz Regensburg (Florian Orth, Tobias Blum, Jonas Koller)              | 1:29:34                                 | Lauf Team Haspa Marathon Hamburg (Jana Sussmann, Agata Strausa, Mona Stockhecke) | 1:44:11                                 |
| 6. Sep. 2015  | Bad Liebenzell | TSG 08 Roth (Julian Flügel, Sebastian Reinwand, Simon Stützel)                    | 1:29:14                                 | LG Telis Finanz Regensburg (Franziska Reng, Anja Schneider, Steffi Volke)        | 1:42:44                                 |
| 7. Sep. 2014  | Düsseldorf     | LG Telis Finanz Regensburg (Philipp Pflieger, Julian Flügel, Felix Plinke)        | 1:31:54                                 | PSV Grün-Weiß Kassel (Simret Restle-Apel, Anja Schneider, Silke Optekamp)        | 1:45:56                                 |
| 21. Sep. 2013 | Bobingen       | LG Telis Finanz Regensburg (Julian Flügel, Jonas Koller, Felix Plinke)            | 1:31:38                                 | LG Telis Finanz Regensburg (Corinna Harrer, Carolin Aehling, Julia Galuschka)    | 1:45:45                                 |
| 16. Sep. 2012 | Nagold         | LG Telis Finanz Regensburg (Philipp Pflieger, Sebastian Reinwand, Jonas Koller)   | 1:30:49                                 | LG Telis Finanz Regensburg (Corinna Harrer, Jana Janine Soethout, Steffi Volke)  | 1:43:59                                 |
| 10. Sep. 2011 | Oelde          | TV Wattenscheid 01 (Christian Glatting, Vitaliy Rybak, Jan Fitschen)              | 1:29:26                                 | PSV Grün-Weiß Kassel (Simret Restle, Silke Optekamp, Stefanie Wiesmair)          | 1:47:27                                 |
| 11. Sep. 2010 | Ohrdruf        | TV Wattenscheid 01 (Jan Fitschen, Jannis Töpfer, Torsten Graw)                    | 1:32:17                                 | PSV Grün-Weiß Kassel (Simret Restle, Anna Hahner, Lisa Hahner)                   | 1:45:25                                 |
| 12. Sep. 2009 | Otterndorf     | LAV Asics Tübingen (Arne Gabius, Filmon Ghirmai, Clemens Bleistein)               | 1:29:46                                 | LG Stadtwerke München (Ingalena Heuck, Anne Haug, Christine Fiedler)             | 1:46:00                                 |
| 13. Sep. 2008 | Karlsruhe      | TV Wattenscheid 01 (Alexander Lubina, Stefan Koch, Manuel Meyer)                  | 1:29:04                                 | TV Wattenscheid 01 (Irina Mikitenko, Birte Bultmann, Janina Goldfuß)             | 1:43:14                                 |
| 15. Sep. 2007 | Mannheim       | LG Passau (Richard Friedrich, Stefan Hohberger, Martin Friedrich)                 | 1:32:52                                 | TV Wattenscheid 01 (Irina Mikitenko, Birte Bultmann, Kerstin Werner)             | 1:42:51                                 |
| 10. Sep. 2006 | Regensburg     | LG Leinfelden-Echterdingen (Martin Beckmann, Christian Stanger, Michael Wullings) | 1:33:19                                 | SV Schlau.com Saar 05 Saarbrücken (Susanne Hahn, Marion Jakobs, Claudia Rausch)  | 1:48:00                                 |
| 11. Sep. 2005 | Otterndorf     | TV Wattenscheid 01 (Jan Fitschen, Stefan Koch, Manuel Meyer)                      | 1:29:03                                 | LG Braunschweig (Luminita Zaituc, Birte Bultmann, Katrin Bröger)                 | 1:46:15                                 |
| 19. Sep. 2004 | Bad Liebenzell | LG Braunschweig (Carsten Eich, Oliver Dietz, Mario Burger)                        | 1:28:14                                 | LG Domspitzmilch Regensburg (Fakja Hofmann, Andrea Stengel, Melanie Hohenester)  | 1:47:53                                 |
| 14. Sep. 2003 | Troisdorf      | in diesem Jahr keine Mannschaftswertung                                           | in diesem Jahr keine Mannschaftswertung | in diesem Jahr keine Mannschaftswertung                                          | in diesem Jahr keine Mannschaftswertung |
| 7. Sep. 2002  | Salzgitter     | TV Wattenscheid 01 (Carsten Schütz, Alexander Lubina, Sebastian Bürklein)         | 1:29:03                                 | OSC Berlin (Kerstin Preßler, Sylvia Renz, Annette Wolfrom)                       | 1:48:00                                 |
| 23. Sep. 2001 | Troisdorf      | TV Wattenscheid 01 (Carsten Schütz, Sebastian Bürklein, Alexander Lubina)         | 1:27:21                                 | LG Braunschweig (Luminita Zaituc, Birte Bultmann, Victoria Willcox-Heidner)      | 1:44:57                                 |